# Brandon Douglas
Brandon Douglas, właśc. Brandon Douglas Sokolosky (ur. 21 czerwca 1968 w Oklahoma City) – amerykański aktor.

## Życiorys
Wychowywał się w Dallas w stanie Teksas z siostrą Stephanie i bratem, Jasonem (ur. 3 lipca 1970), który zginął 27 lipca 1990 w wieku dwudziestu lat w wypadku drogowym. Po ukończeniu Trinity Christian Academy w Addison w Teksasie, rozpoczął studia prawnicze. Opuścił pierwszy semestr ostatniego roku studiów i zadebiutował na ekranie w roli Raybona w dramacie Papa was a Preacher (1985), za którą był nominowany do Young Artist Award.
W latach 1992–1995 był żonaty z Julie Michele Condrą. Zawarł związek małżeński z Danielle Raciti, z którą ma synów bliźniaków (ur. 2001).

## Filmografia

### Filmy
- 1985: Papa Was a Preacher jako Raybon
- 1986: Dzieci z Times Square (The Children of Times Square, TV) jako Eric Roberts
- 1987: Not Quite Human (TV) jako Scott Barnes
- 1988: A Father’s Homecoming (TV) jako Corry Saxon
- 1988: Na zawsze (For Keeps?) jako Trapper
- 1989: Chips, the War Dog (TV) jako Danny Stauffer
- 1990: Journey to Spirit Island jako Michael
- 1996: She Cried No (TV) jako Michael
- 2001: Doktor Quinn. Serce na dłoni (Dr. Quinn, Medicine Woman: The Heart Within, TV) jako doktor Andrew Cook

### Seriale
- 1987: Napisała: Morderstwo – odc. Jeździec bez głowy (Night of the Headless Horseman) jako Todd Carrier
- 1987: 21 Jump Street jako Kenny Weckerly
- 1988: Just the Ten of Us jako Mark
- 1988–1989: Falcon Crest jako Ben Agretti
- 1990: Przystanek Alaska (Northern Exposure) jako Wayne Jones
- 1990: Dzień za dniem (Life Goes On) jako Spike
- 1990: Just the Ten of Us jako Derek
- 1990–1991: Ferris Bueller jako Cameron Frye
- 1991–1992: Drexell’s Class jako Timothy
- 1993: Class of '96 jako Whitney Reed
- 1993: Świat pana trenera (Coach) jako doktor Freeman
- 1993–1994: Beverly Hills, 90210 jako Mike Ryan
- 1995: Matlock jako Mike Gibson
- 1995: Dotyk anioła jako Alex Jackson
- 1995: Łobuzy Robin (Robin’s Hoods) jako Hank Snyder
- 1996: Doktor Quinn (The Growing Pains Movie) jako Randolph Cummings
- 1996: Napisała: Morderstwo jako Pete Levering
- 1996–1998: Doktor Quinn (Dr. Quinn, Medicine Woman) jako doktor Andrew Cook
- 1999: Gang panny Glenn (Snoops) jako Steven
- 2000: Dzieciaki, kłopoty i my: Rodzinny sukces (The Growing Pains Movie) jako Scott Coffer
- 2001: JAG – Wojskowe Biuro Śledcze (JAG) jako sierżant piechoty morskiej Simpkins
- 2002: V.I.P. jako Spencer Burke
- 2005: Pani prezydent (Commander in Chief) jako reporter